# Nitao Hiroyuki
Hiroyuki Nitao (sinh ngày 27 tháng 11 năm 1973) là một cầu thủ bóng đá người Nhật Bản.

## Sự nghiệp câu lạc bộ
Hiroyuki Nitao đã từng chơi cho Yokohama Flügels, JEF United Ichihara, Kyoto Purple Sanga và FC Tokyo.